# Muonio (obec)
Muonio (dříve Muonionniska; severosámsky Muoná) je obec na západě finského Laponska ležící na stejnojmenné řece. Počet obyvatel Muonia je 2474 (2006). Rozloha obce je 2038,09 km² (134,32 km² připadá na vodní plochy). Hustota zalidnění je 1,23 obyvatel na km².
Muonio je známé jako obec s nejdelší zimní sezónou ve Finsku. Proto má zdejší odborná škola lyžařskou třídu, která láká do svých lavic potenciální běžkařské šampiony z celého Finska.